# Auguste Reuß xứ Ebersdorf
Auguste Reuß xứ Ebersdorf (tiếng Đức: Auguste Reuß zu Ebersdorf; 19 tháng 1 năm 1757 – 16 tháng 11 năm 1831), là Công tước phu nhân xứ Sachsen-Coburg-Saalfeld. Auguste là bà ngoại và là mẹ đỡ đầu của Victoria của Liên hiệp Anh và là bà nội của chồng kiêm anh họ của Nữ vương là Albrecht xứ Sachsen-Coburg và Gotha.